# Église Saint-Nicolas de Požarevac
Pour les articles homonymes, voir Église Saint-Nicolas.
L'église Saint-Nicolas de Požarevac (en serbe cyrillique : Црква Светог Николе у Пожаревцу ; en serbe latin : Crkva Svetog Nikole u Požarevcu) est une église orthodoxe serbe située à Požarevac, dans le district de Braničevo en Serbie. Elle est inscrite sur la liste des monuments culturels protégés de la république de Serbie (identifiant no SK 1723).

## Présentation
L'église a été édifiée grâce à une dotation du prêtre Petar Šljivić (1818-1902), vicaire de Trnjani, et de sa femme Jelena ; Petar Šljivić était le fils du voïvode de Ram Živko Šljivić. Elle a été construite en 1890 pour servir de chapelle familiale dans la partie de Požarevac appelée « Bugar mala » ; elle a été conçue par l'architecte Svetozar Ivačković dans le style de Hansen ; en effet, Ivačković a été le premier Serbe à suivre à Vienne les cours de Theophil Hansen et il est considéré comme l'un des maîtres de l'architecture religieuse d'avant la Première Guerre mondiale ; il a notamment travaillé avec de jeunes architectes à la création d'un style religieux national.
L'église, dont le plan s'inscrit dans une croix grecque, est surmontée d'un dôme unique de forme octogonale reposant sur un tambour carré. Conçue pour servir de chapelle familiale, elle dispose d'une crypte. L'apparence cubique de l'édifice est accentuée par le traitement des masses architecturales. À l'origine, les façades polychromes en briques étaient décorées dans le style de Hansen, avec une alternance de bandes ocres et terracotta ; elles sont aujourd'hui entièrement peintes en rouge. Les façades sont rythmées par de grandes fenêtres géminées à l'est, au nord et au sud, tandis que la façade occidentale est percée d'un oculus avec une rosette au-dessus de l'entrée. Les quatre murs sont chacun dotés d'un gable surmonté d'une croix en pierre. À l'origine, un clocher en bois se trouvait à proximité de l'église ; il a depuis été remplacé.
À l'intérieur, l'iconostase en bois gravé et sculpté abrite quinze icônes réparties en deux zones ; elles ont été réalisées par le peintre académique Andrej Bicenko dans les années 1930.